# Bela Bose
Bela Bose (Calcuta, 1 de enero de 1943-20 de febrero de 2023) fue una bailarina y actriz india que participó activamente en películas hindi durante las décadas de 1960 y 1970.

## Primeros años de vida
Nació en Calcuta en una familia acomodada. Su padre era comerciante de telas y su madre ama de casa. Luego de un colapso bancario que acabó con su fortuna, la familia se mudó a Bombay en 1951. Comenzó su carrera como bailarina siendo aún una colegiala, en un grupo de baile en películas para ayudar a mantener a su familia después de la muerte de su padre en un accidente de tráfico. Realizó más películas después de terminar sus estudios.

## Carrera
Comenzó a recibir atención desde fines de la década de 1950. Su gran oportunidad llegó cuando le pidieron que hiciera un número de baile con Raj Kapoor en Main Nashe Mein Hoon, lanzado en 1959. Su primer papel protagónico fue en Sautela Bhai (1962) junto a Guru Dutt a los 21 años. Perfeccionó sus habilidades de actuación actuando en obras bengalíes. Su carrera consistió en más de 150 películas. En Hawa Mahal (1962), interpretó el papel de la hermana de Helen. A menudo la llamaban para que interpretara el papel de una vampiresa. Conservadora en la vida real, perdió algunos papeles debido a su negativa a usar un traje de baño en la pantalla.
Algunos de sus papeles fueron en Bandini de Bimal Roy (1963), Profesor de FC Mehra (1962) y Amrapali, Shikar de Atmaram, Umang, Yeh Gulistan Hamara, Dil Aur Mohabbat, Zindagi Aur Maut y Wahan Ke Log. Más tarde, se convirtió en actriz de carácter e interpretó a la cuñada villana en la exitosa película mitológica Jai Santoshi Maa.
Su esposo, Ashish Kumar, era actor. Se casó con él en 1967 y poco a poco dejó de filmar después de dar a luz a una hija y un hijo.
Falleció el 20 de febrero de 2023 a la edad de 80 años.

## Filmografía seleccionada
| - Main Nashe Mein Hoon (1959) - Chirag Kahan Roshni Kahan (1959) - Ek Phool Char Kaante (1960) - Chaudhary Karnail Singh (1960) Punjabi Movie - Chhote Nawab (1961) - Opera House (1961) - Professor (1962) - Sautela Bhai (1962) - Hawa Mahal (1962) - Prem Patra (1962) - Anpadh (1962) - Bandini (1963) | - Ziddi (1964) - Chitralekha (1964) - Mama Ji (1964) - Hum Sab Ustad Hain (1965) - Poonam Ki Raat (1965) - Tarzan comes to Delhi (1965) - Boxer (1965) - Neend Hamari Khwab Tumhare (1966) - Dil Ne Phir Yaad Kiya (1966) - C.I.D. 909 (1967) - Baharon Ke Sapne (1967) | - Anita (1967) - Shikar (1968) - Fareb (1968) - Jab Yaad Kisi Ki Aati Hai (1969) - Jeene Ki Raah (1969) - Abhinetri (1970) - Bhai Ho To Aisa (1972) - Dil Daulat Duniya (1972) - Jai Santoshi Maa (1975) - Bombay by Nite (1979) - Sau Din Saas Ke (1980) |